# Tobias Hans
Pour les articles homonymes, voir Hans.
Tobias Hans est un homme politique allemand membre de l'Union chrétienne-démocrate d'Allemagne (CDU), né le 1er février 1978 à Neunkirchen.
Membre de la CDU depuis 1994, il devient attaché scientifique en 1998 puis conseiller municipal de Neunkirchen en 2004. Entre 2007 et 2009, il est conseiller personnel du ministre de la Justice de la Sarre.
Il entre au Landtag en 2009. Nommé secrétaire général du groupe parlementaire chrétien-démocrate en 2012, il est promu président trois ans après. En 2018, il devient à 40 ans ministre-président de Sarre. Il succède ainsi à Annegret Kramp-Karrenbauer, nommée à la direction fédérale de la CDU.

## Biographie

### Jeunesse et premiers engagements
Il adhère en 1992 à la Junge Union (JU) puis rejoint la CDU deux ans après.
Il obtient son baccalauréat en 1997, puis effectue son service civil à la clinique spécialisée en médecine psychosomatique de Münchwies, à Neunkirchen. Diplômé en sciences de l'information, économie informatique et anglistique de l'université de la Sarre, il devient en 1998 attaché scientifique (en allemand : Wissenschaftlicher Mitarbeiter) au sein de la clinique.
Il est désigné président de la section municipale de la JU en 1999, puis vice-président de la CDU de la ville en 2001.

### Ascension politique
Il entre en 2004 au conseil municipal de Neunkirchen à l'occasion des élections municipales et y prend le poste de vice-président du groupe des élus de l'Union chrétienne-démocrate.
Il rejoint en 2006 le groupe CDU au Landtag de Sarre, toujours comme attaché scientifique. Il est recruté en 2007 comme conseiller personnel du ministre de la Justice, de la Santé et des Affaires sociales Josef Hecken puis Gerhard Vigener tout en devenant vice-président de la CDU de l'arrondissement de Neunkirchen.

### Député au Landtag de Sarre

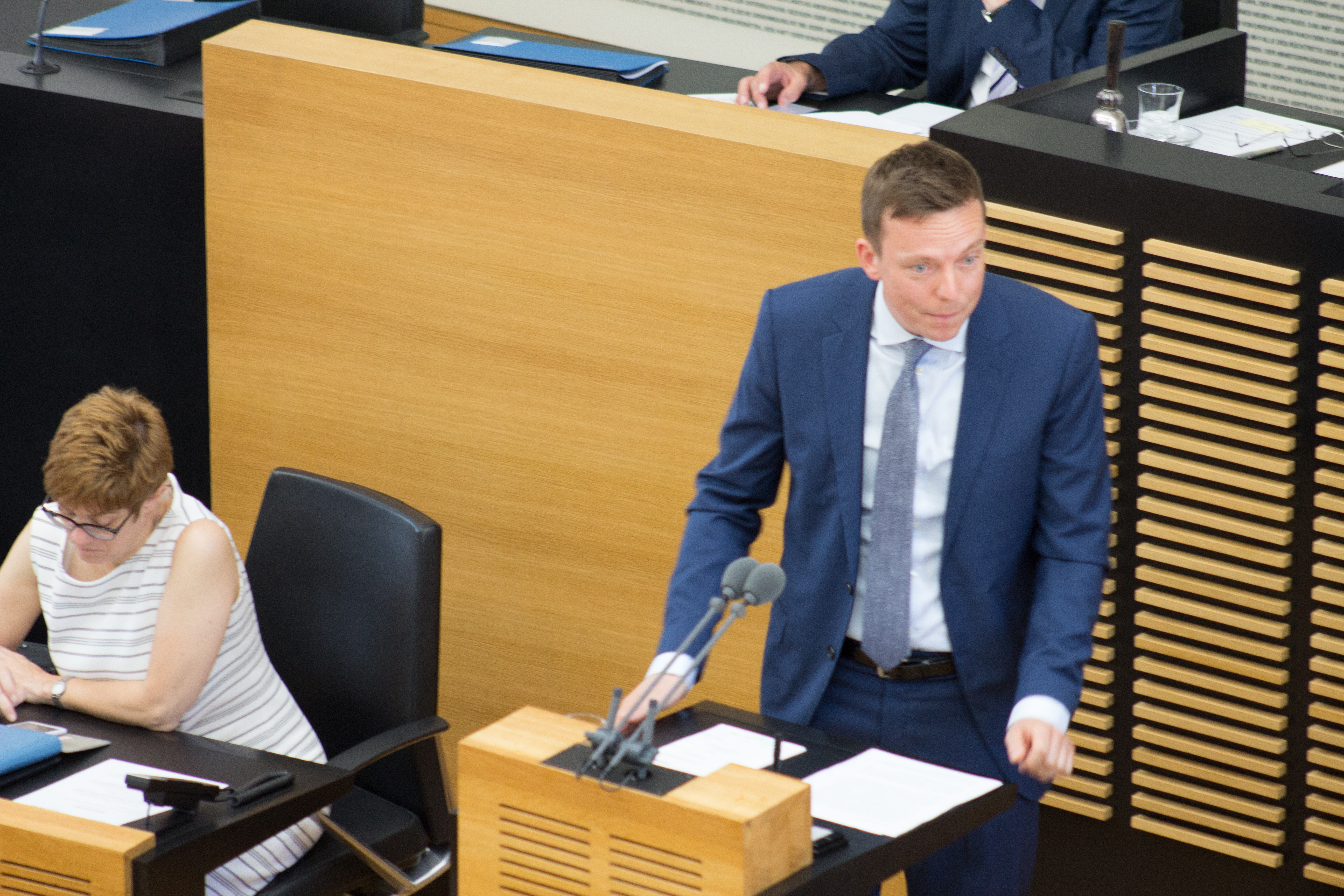
Tobias Hans intervient au Landtag en juin 2017.

Lors des élections législatives régionales du 30 août 2009, il est élu à 31 ans député au Landtag. Il prend alors la présidence de la commission de la Santé et de la Protection du consommateur.
À la suite des élections anticipées du 25 mars 2012, il est choisi pour exercer la fonction de secrétaire général du groupe parlementaire. En parallèle, il prend la présidence de la fédération de la CDU dans l'arrondissement de Neunkirchen.
Il devient président des députés régionaux chrétiens-démocrates le 23 novembre 2015, après que Klaus Meiser a été choisi comme nouveau président du Landtag.

### Ministre-président
Le 19 février 2018, Angela Merkel fait savoir qu'Annegret Kramp-Karrenbauer sera nommée une semaine plus tard secrétaire générale fédérale de l'Union chrétienne-démocrate. Tobias Hans est désigné quelques heures plus tard pour être son successeur.
Le 1er mars, il est investi ministre-président de Sarre par 40 voix favorables sur 51 au Landtag, soit une de moins que sa grande coalition avec le SPD. Il prend ainsi la place du ministre-président de Saxe Michael Kretschmer comme benjamin des dirigeants régionaux allemands et l'abandonne moins d'un mois plus tard au nouveau premier bourgmestre de Hambourg, Peter Tschentscher.
Après la victoire du SPD aux élections du 27 mars 2022, il est remplacé par Anke Rehlinger le 25 avril suivant.